# Wolica (obwód wołyński)
Wolica (ukr. Волиця, Wołycia) – wieś na Ukrainie, w rejonie włodzimierskim, w rejonie iwanickim.
W II Rzeczypospolitej wieś należała do gminy Poryck, w powiecie włodzimierskim.
Do 2020 w rejonie iwanickim.